# Iivakivi
Albums de Metsatöll
Lahinguväljal näeme, raisk!
(2006) Kõva Kont
(2009)
Singles
1. Veelind
Sortie : 2008

Iivakivi (français : Pierre de fertilité) est un album du groupe de Folk metal estonien Metsatöll, sorti en 2008. Il est édité par Nailboard Records en CD, et par Saviplaat en 33t. Le CD connut même une édition spéciale, avec un boîtier en bois contenant une version du CD dans une pochette cartonnée, ainsi qu'un poster.

## Liste des titres
Toutes les paroles sont écrites par Metsatöll, toute la musique est composée par Metsatöll.
| Disque | Disque             | Disque | Disque | Disque | Disque | Disque | Disque | Disque | Disque |
| No     | Titre              | Durée  |        |        |        |        |        |        |        |
| ------ | ------------------ | ------ | ------ | ------ | ------ | ------ | ------ | ------ | ------ |
| 1.     | Iivakivi           | 4:20   |        |        |        |        |        |        |        |
| 2.     | Merehunt           | 4:17   |        |        |        |        |        |        |        |
| 3.     | Hetk enne lahingut | 4:54   |        |        |        |        |        |        |        |
| 4.     | Sõjasarv           | 4:36   |        |        |        |        |        |        |        |
| 5.     | Veelind            | 6:50   |        |        |        |        |        |        |        |
| 6.     | Isa süda           | 5:21   |        |        |        |        |        |        |        |
| 7.     | Metsaviha 3        | 4:52   |        |        |        |        |        |        |        |
| 8.     | Rauast sõnad       | 5:30   |        |        |        |        |        |        |        |
| 9.     | Va lendva          | 4:06   |        |        |        |        |        |        |        |
| 10.    | Äikesepoeg         | 7:50   |        |        |        |        |        |        |        |
| 52:36  |                    |        |        |        |        |        |        |        |        |